# Siebkettenroder

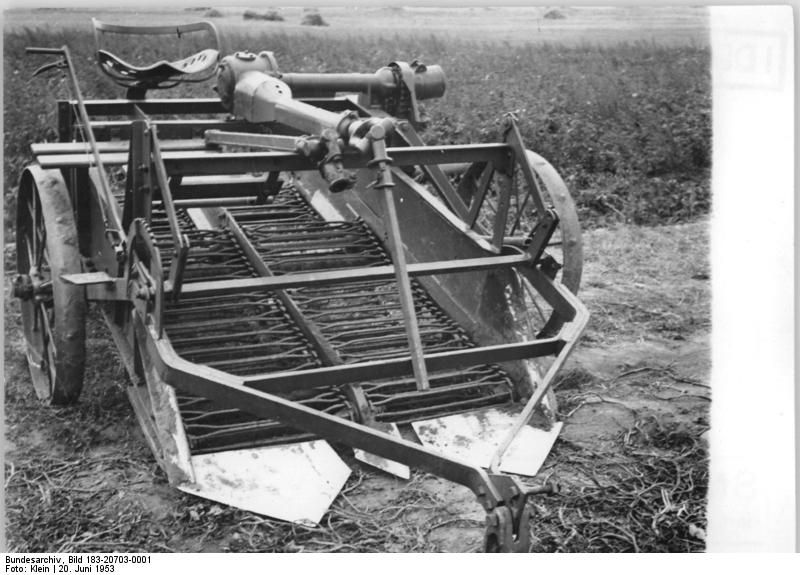
Zweireihiger, zapfwellenbetriebener Siebkettenroder TEK-21 aus der UdSSR. Vorführung von Rodegeräten für die Hackfruchternte 1953 in Vielist, Kreis Woren, DDR.

Ein Siebkettenroder ist eine spezielle Form des Kartoffelroders. Die wesentlichen Bauteile des Siebkettenroders sind ein Rodeschar und eine endlos verlaufende, nach hinten schräg ansteigende Gliederkette. Die Konstruktion selbst befindet sich einem zweirädrigen, einachsigen Gestell. Durch die rüttelnde Bewegung der Kette werden Erde und Steine abgesiebt. Das Erntegut wird nach hinten weiter transportiert und in einer Reihe (sog. Schwad) abgelegt. Der Antrieb des Siebkettenroders geht von der heckseitigen Traktorenzapfwelle aus. Vor Einführung der Traktorenzapfwelle waren zum Zug und Antrieb des Roders mindestens vier zugstarke Pferde nötig. Der Antrieb ging dabei von dem Bodenrad aus, vereinzelt übernahmen Aufbaumotoren den Antrieb des Roders. Die Siebkette ist heute Bestandteil jedes Kartoffel-Vollernters.

## Geschichtliches
Die Erfindung des Siebkettenroders geht zurück auf den ostpreußischen Gutsbesitzer Egbert von Kobylinski (1808–1889) von Gut Wöterkeim (heute: Wiatrowiec) im damaligen Kreis Friedland (ab 1927: „Kreis Bartenstein“), Regierungsbezirk Königsberg. 1842 präsentierte er dem Landwirtschaftlichen Verein zu Königsberg einen pferdegezogenen „Kartoffelheber“. Dessen „Elevator setzte sich aus endlosen Ketten und Querstreben zusammen und förderte den von dem Schar abgegrabenen Teil des Kartoffeldamms in die Höhe“. Obwohl diese Erfindung bahnbrechend war, „hatte die endlose Gliederkette einen hohen Verschleiß und war sehr anfällig gegen Steinklemmer“. Dadurch kam es häufig zum Riss der Kette. Zudem war der Zugkraftbedarf zu hoch. Das Roden gelang dabei nur auf trockenen, gut siebbaren und steinfreien Böden – Bedingungen, die nur auf wenigen Standorten in Deutschland zu finden waren. Das System Kobylinski wurde zwar nicht vergessen, fand aber über viele Jahrzehnte keine Anwendung in der Praxis. Lediglich im September 1877 stellte C. Knauer jr. (Berlin) einen Prototyp des Siebkettenroders während eines Kartoffel-Vergleichrodens in Wolmirstedt (Sachsen-Anhalt) aus, der als „complicirteste und theuerste der ganzen Concurrenz“ beschrieben wurde.
1908 entwickelte die C. F. Richter, Fabrik landwirthschaftlicher Maschinen und Geräthe in Brandenburg/Havel einen Siebkettenroder nach dem System Kobylinski. Zwar erhielt diese Maschine 1910 bei einer DLG-Prüfung gute Beurteilungen, konnte sich durch einen hohen Preis und einen hohen Bedarf an Zugkraft allerdings nicht durchsetzen.

## Entwicklung in den USA
Während in Europa das Siebkettenverfahren bis Mitte der 1920er Jahre noch im Primärstadium verharrte, vollzog sich die Entwicklung in den USA wesentlich schneller. Erwähnenswert ist, dass im Februar 1868 Ezekiel Smith in West Milton (Bundesstaat New York) ein Patent auf einen Roder nach der von Kobylinski vorgeschlagene Bauart erhielt (US-Patentnr. 74,438 "Potato Digger). Die Erfindung von Smith soll unabhängig von dem Kobylinski-Roder erfolgt sein, ein Ideentransfer wird nach neueren Erkenntnissen allerdings nicht ausgeschlossen. Ein weiteres Patent eines Siebketten-Roders stammt von Isaac Woolverton Hoover (1845–1941) aus Avery im US-Bundesstaat Ohio, das unter der Patentnr. 318,254 am 19. Mai 1885 erteilt wurde. Der Hoover-Potato Digger gilt als einer der ersten praxistauglichen Siebkettenroder und wurde ab ca. 1900 in großen Stückzahlen für den nordamerikanischen Markt produziert. Ebenfalls von großem Einfluss auf das Marktgeschehen in den USA in diesem Segment hatten die Landtechnik-Unternehmen International Harvester und John Deere. Vor allem John Deere Co. konnte durch die Übernahme der Hoover Mfg. Co. im Jahre 1926 seine Marktdominanz bei den Kartoffelrodern weiter ausbauen. Ab 1930 führte die Einführung von Traktoren mit Heckzapfwelle – allen voran durch die International Harvester Company – zu hohen Verkaufszahlen bei diesem Maschinentyp. Außerdem waren die Bedingungen (leichte Böden, große Reihenabstände, große Knollen) für dessen weite Verbreitung förderlicher als in Deutschland.

## Entwicklung in Deutschland nach 1925
Erste Erfolge in der praxistauglichen Anwendung des Siebkettenverfahrens in der Deutschen Landwirtschaft gelang 1925 dem innovativen Landwirt Ernst Burgwedel, Hofgut Malchow in Mecklenburg. Er baute einen Roder seitlich an einen Fordson-Schlepper an. Dazu wurde die Hinterachse des Schleppers verlängert und das linke Triebrad weit herausgezogen. Die Vorderachse des Fordson wurde um 1,50 Meter nach vorn verlegt, um der Siebfläche ausreichend Platz zu geben. Das linke Schleppervorderrad wurde durch eine Walze ersetzt, die vor dem Schar über dem Damm lief. Bei gleichmäßig tief gelegenen Kartoffeln und gleichmäßigen Reihenabstand waren die Rodeergebnisse zufriedenstellend. Der Burgwedel-Roder blieb zwar nur ein Prototyp, verhalf jedoch dem Siebketten-Verfahren zu einer großen Anerkennung.
Wesentlichen Einfluss auf den Durchbruch des Siebekettenroders hatte die Nutzung motorischer Antriebskräfte durch Aufbaumotoren (ab 1921) und vor allem durch die Einführung von Traktoren mit Heckzapfwelle (ab 1950). Damit waren die Probleme des unzureichenden Zugkraftbedarfs im Wesentlichen gelöst. Entscheidende Impulse auf die Entwicklung ging von der Fa. H. Lanz/Mannheim aus. Nach gescheiterten Versuchen 1931 gelang der Erfolg der Lanz-Siebkettenroder im Jahre 1949 mit dem zapfwellenbetriebenen Modell VR2 (Vorratsroder, zweireihig), auf den kurze Zeit später das Modell VR1 (einreihig) folgte. Die Entwicklungen in den folgenden Jahren verlief rasant. Wesentliche Verbesserungen bei den Siebketten und bei den Trenneinrichtungen führten zu einer besseren Marktakzeptanz, so dass schon 1956 über 15 verschiedene Typen des Siebkettenroders auf dem westdeutschen Markt erhältlich waren.